# Dendropsophus aperomeus
Dendropsophus aperomeus är en groddjursart som först beskrevs av William Edward Duellman 1982.  Dendropsophus aperomeus ingår i släktet Dendropsophus och familjen lövgrodor. IUCN kategoriserar arten globalt som livskraftig. Inga underarter finns listade i Catalogue of Life.